# Gutenberg-galaxis

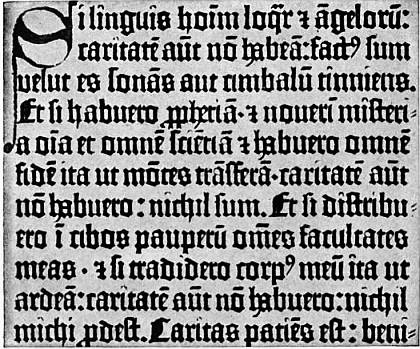
Részlet Gutenberg 42 soros Bibliájából Valószínű, hogy 1452–1454 körül készülhetett el Mainzban

A Gutenberg-galaxis kifejezés az emberi kultúrtörténetnek arra a szakaszára utal, amelyben a nyomtatott könyv mint ismeretközlő közeg kiemelkedő szerephez jutott (a 15. századtól napjainkig).
A könyvnyomtatás, a könyv elterjedése, később az általánossá váló írás-olvasás oktatása tette lehetővé azt, hogy – elvileg – minden ember hozzájusson a tudáshoz, a tudomány, a művészet alkotásaihoz és eredményeihez, a hírekhez, egyáltalán mindenhez, ami szavakba, szövegekbe foglalható. A Gutenberg-galaxis kifejezés csak akkor jelent meg, amikor annak felmerült belátható vége. Először a televízió, majd a számítástechnika, az internet terjedése keltette fel az aggodalmat, hogy a nyomtatott szóra előbb-utóbb nem lesz szükség.
A Gutenberg-galaxis a német Johannes Gutenbergről, a könyvnyomtatás feltalálójáról kapta a nevét. Világszerte 1840-ben ünnepelték Gutenberg találmányának 400 éves jubileumát, és az ez alkalomból kiadott emlékkönyv számára írta például Vörösmarty Mihály: A Gutenberg-albumba című költeményét.

## A Gutenberg-galaxis válsága
Az elektronikus média (rádió, tévé, majd a személyi számítógépek és a világháló) megjelenése természetesen vetette fel a kérdést, hogy ezek a felfedezések és hatásaik véget vetnek-e a könyvek és a papírmédia világának. Marshall McLuhan 1962-ben jelentette meg A Gutenberg-galaxis című művét, amelyben a Johannes Gutenberg által feltalált könyvnyomtatás óta eltelt majd hat évszázadot vizsgálta meg a könyv és az olvasás oldaláról. Mindent egybevetve a könyv a Gutenberg-galaxis halálhírét keltette, és tette ezt tudományos alapossággal. Kezdte az írás előtti állapottal, amikor az emberek csupán beszéltek. Majd a képiség helyét vizsgálta, s rámutatott arra, hogy egyáltalán nem biztos, hogy az olvasó ember minden tekintetben felülmúlja azt, aki analfabéta, viszont a tudás teljességét birtokolja a verbalitás, a tapasztalás, a megfigyelés, az alkotás, a rítusok, a mítoszok révén.

## Kritikák
McLuhan papírszempontból pesszimista jövendölésével szemben másféle felfogás is létezik. Mark Y. Herring, a Winthrop University dékánja 2001-ben 10 okot sorolt fel, amiért az internet és a digitális média nem helyettesítheti a papíralapú könyvtárakat:
1. Nem található meg minden az interneten.
2. A „tű a szénakazalban”-elmélet.
3. A weben nincs minőség-ellenőrzés.
4. Amit nem tudsz, az bánt igazán. A teljes szövegű webhelyek nem teljesek.
5. Problémák a könyvekkel. Az 1925 előtt publikált könyvekből a weben csak kb. 20 ezer cím van meg, pedig ezekre már nem vonatkoznak a szerzői jogi megkötések.
6. Az e-könyvek olvasókészülékeinek használata gyakran fejfájást okoz, megerőlteti a szemet. Kevesen szeretnek képernyőről olvasni, a használók nagy része a két oldalnál hosszabb dokumentumokat kinyomtatja.
7. Az internet léte ellenére minden egyetemnek van könyvtára.
8. A teljes digitalizálás hihetetlenül drága lenne. (Copyright költségek és problémák, a digitalizálás jelenleg iszonyúan munkaigényes)
9. Egy kilométer hosszú, egy centiméter mély. Kevés olyan dolog található az interneten, ami 15 évnél régebbi.
10. Az internet mindenhol jelen van, de a könyvek hordozhatóak.

A „10 ok” nagy része az olcsó e-könyvolvasók elterjedése és a tömeges digitalizálás miatt azóta megdőlt.

## Lásd még
- E-könyv
- Google Books
- Magyar Elektronikus Könyvtár